# Eduard Kurzbauer
Eduard Kurzbauer (* 2. März 1840 in Lemberg; † 13. Januar 1879 in München) war ein österreichischer Maler.

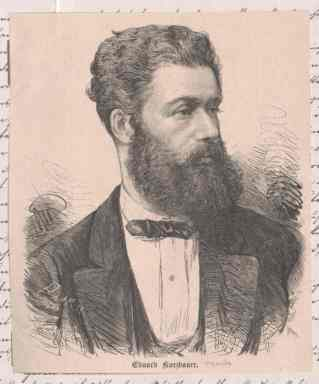
Eduard Kurzbauer

## Leben
Eduard Kurzbauer kam 1856 in die lithografische Anstalt von Reiffenstein in Wien, wurde aber 1857 Schüler der Wiener Akademie, besuchte diese bis 1861 und versuchte sich darauf ohne Leitung resultatlos in verschiedenen Richtungen.
Erst 1867 wusste er mit dem Gemälde einer Märchenerzählerin Aufmerksamkeit zu erringen. Kurzbauer studierte ab dem 30. Mai 1868 an der Königlichen Akademie der Künste in München. Sie öffnete ihm auch 1868 das Atelier Pilotys, in welchem er zwei Jahre studierte, um sich dann selbstständig weiter auszubilden. Seinen ersten großen Erfolg erzielte er mit dem figurenreichen Genrebild Die ereilten Flüchtlinge (1870, in der Galerie des k.k. Schloss Belvedere in Wien, gestochen von Johannes Sonnenleiter), einer Leistung, welche er durch keine spätere mehr übertraf.
Nur im Kolorit machte er noch erhebliche Fortschritte zu einer breiteren malerischen Behandlung. Von seinen übrigen Werken sind noch zu nennen:
- Der abgewiesene Freier (1871)
- Grundlose Eifersucht

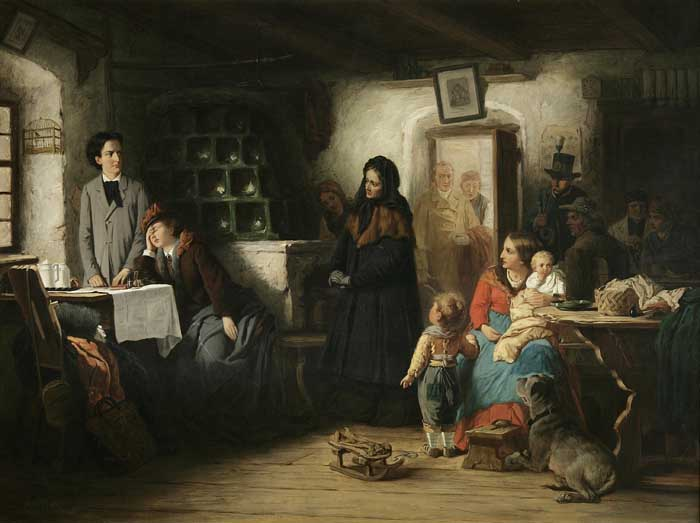
Die ereilten Flüchtlinge

- Der stürmische Verlobungstag (1874)
- Die Wahlbesprechung
- Die Weinprobe (beide 1874)
- Vor dem Begräbnis (1875)
- Die Verleumdung (1877, Dresdner Galerie)

Kurzbauer verband einen klaren Blick für das Charakteristische an Menschen und Situationen mit einem tiefen Verständnis des künstlerisch Verwertbaren und einem schalkhaften, ungesuchten Humor. Selbst da, wo er menschliche Schwächen und krankhafte Zustände darstellt, wusste er mit feinem Takt das richtige Maß zu halten. Seine Farbe zeichnete sich durch Tiefe und Klarheit vorteilhaft aus. Er starb am 13. Januar 1879 in München.
Im Jahr 1889 wurde in Wien-Leopoldstadt (2. Bezirk) die Kurzbauergasse nach ihm benannt.
1960 wurde die Schloßbauerstrasse im Münchner Stadtteil Solln in Kurzbauerstrasse umbenannt.